# Carl Crawford (baseballista)
Carl Demonte Crawford (ur. 5 sierpnia 1981 w Houston) – amerykański baseballista, który występował na pozycji zapolowego.

## Kariera zawodnicza
Po ukończeniu szkoły średniej, w czerwcu 1999 został wybrany w drugiej rundzie draftu przez Tampa Bay Devil Rays i początkowo grał w klubach farmerskich tego zespołu, między innymi w Durham Bulls, reprezentującym poziom Triple-A. W Major League Baseball zadebiutował 20 lipca 2015 w meczu przeciwko Toronto Blue Jays, w którym zaliczył two-run single. 10 sierpnia 2002 w spotkaniu z Kansas City Royals zdobył pierwszego home runa w MLB.
Jako zawodnik klubu z St. Petersburga trzykrotnie wystąpił w Meczu Gwiazd, cztery razy zwyciężał w klasyfikacji pod względem liczby skradzionych baz (2003, 2004, 2006, 2007) i cztery razy pod względem liczby triple’ów (2004–2006, 2010). W All-Star Game 2009 został wybrany najbardziej wartościowym zawodnikiem meczu, zapobiegając w drugiej połowie siódmej zmiany przy stanie 3–3 zdobyciu home runa, po wybiciu piłki na dalekie zapole przez zawodnika Colorado Rockies Brada Hawpe’a.
W grudniu 2010 podpisał siedmioletni kontrakt wart 142 miliony dolarów z Boston Red Sox. Po rozegraniu 31 meczów w sezonie 2012 z powodu kontuzji łokcia w sierpniu zmuszony był przejść operację Tommy’ego Johna i niezadowolony z warunków panujących w organizacji klubu, 25 sierpnia 2012 został oddany (między innymi z Adrianem Gonzalezem) do Los Angeles Dodgers. W barwach nowego zespołu zadebiutował 1 kwietnia 2013 w meczu otwarcia sezonu zasadniczego przeciwko San Francisco Giants, w którym zaliczył dwa uderzenia (w tym double’a). 13 czerwca 2016 został zwolniony z kontraktu.

## Nagrody i wyróżnienia
| Nagroda/wyróżnienie  | Lata                   | Źródło |
| 4× All-Star          | 2004, 2007, 2009, 2010 | [ 1 ]  |
| All-Star Game MVP    | 2009                   | [ 5 ]  |
| Gold Glove Award     | 2010                   | [ 1 ]  |
| Silver Slugger Award | 2010                   | [ 1 ]  |